# Conjuntos monumentales renacentistas de Úbeda y Baeza
Los Conjuntos monumentales renacentistas de Úbeda y Baeza son un conjunto histórico de la provincia española de Jaén, declarado Patrimonio de la Humanidad.

## Descripción
El conjunto incluye edificaciones relacionadas con la arquitectura renacentista de las ciudades españolas de Úbeda y Baeza, ambas en la provincia de Jaén, en Andalucía. Fue declarado Patrimonio de la Humanidad por la Unesco el 23 de julio de 2003.